# Mutations (Risset)
Mutations est une œuvre électronique du compositeur français Jean-Claude Risset composée et créée en 1969. 